# Morokro
Morokro  è una città e sottoprefettura della Costa d'Avorio appartenente al dipartimento di Tiassalé. Conta una popolazione di 35 790 abitanti (censimento 2014).